# Körkuyu, Evciler
Körkuyu là một xã thuộc huyện Evciler, tỉnh Afyonkarahisar, Thổ Nhĩ Kỳ. Dân số thời điểm năm 2011 là 173 người.